# Elizabeth Cotten

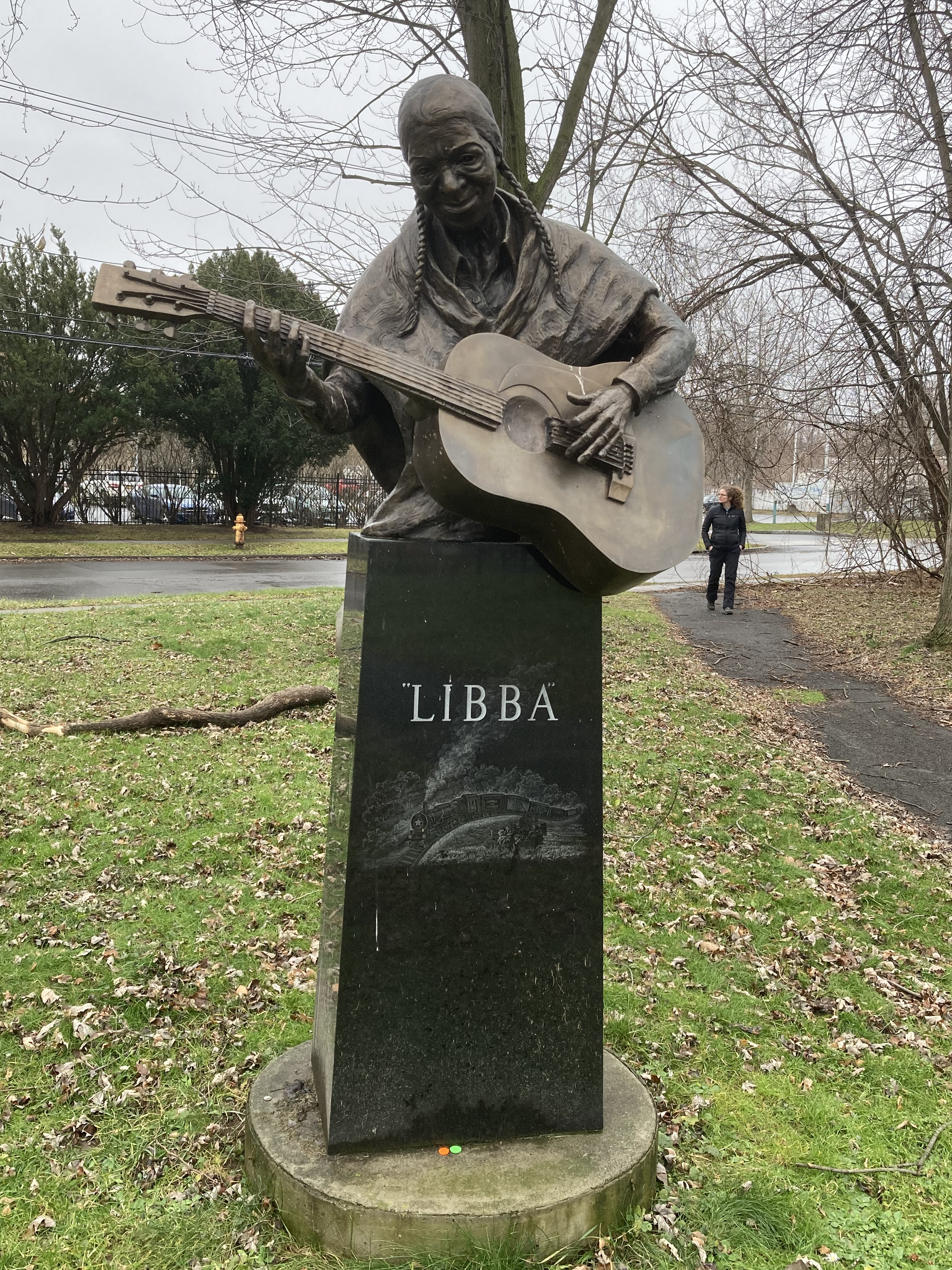
Elizabeth Cotten Denkmal in Libba Cotten Grove, South State St., Syracuse NY

Elizabeth „Libba“ Cotten (* 5. Januar 1893 in Carrboro nahe Chapel Hill, Orange County, NC; † 29. Juni 1987 in Syracuse, New York) war eine US-amerikanische Folk- und Blues-Musikerin. Einem weiteren Publikum wurde sie erst im Alter von weit über 60 Jahren bekannt. Die Songs der Grammy-Gewinnerin wurden von so bekannten Bands und Musikern wie Pete Seeger, Peter, Paul and Mary und Grateful Dead aufgenommen. Ihr Stück Ain't Got No Honey Baby Now wurde 1940 von Blind Boy Fuller als Lost Lover Blues eingespielt.

## Leben
Geburtsjahr und -tag sind umstritten, manche Quellen geben 1892 oder 1893 an oder einen anderen Tag im Januar. Als Kind brachte sich Elizabeth Cotten zunächst das Spielen auf dem Banjo, dann auf der Gitarre selbst bei. Dabei hielt sie als Linkshänderin die Instrumente „verkehrt“ herum. Hieraus resultierte ihre einzigartige, nach ihr selbst als Cotten picking oder Cotten style benannte Gitarrentechnik, bei der beim Fingerpicking die Melodie auf den hohen Saiten mit dem Daumen und der Wechselbass auf den tiefen Saiten mit dem Zeigefinger gespielt wird.
Elizabeth Cotten wird nachgesagt, dass sie Lieder nachspielen konnte, nachdem sie diese einmal gehört hatte. Ihr bekanntestes Stück, Freight Train, soll sie im Alter von 12 Jahren geschrieben haben.
Mit 11 verließ sie die Schule, um als Hausmädchen zu arbeiten. Vom selbstverdienten Geld kaufte sie ihre erste eigene Gitarre. Sie musizierte auf Partys und Festen. Am 7. November 1910, im Alter von knapp 18 Jahren (ausgehend vom Geburtsdatum 5. Januar 1893), heiratete sie Frank Cotten.
Elizabeth Cotten gab die Musik fast vollständig auf. Die Familie zog mehrfach um, u. a. nach New York und Washington, D.C. Die Ehe mit ihrem Mann wurde 1940 geschieden, und sie zog zur Familie ihrer Tochter Lillie.
Mitte der 1940er lernte sie Ruth Crawford Seeger kennen, als sie deren Tochter zurückbrachte, die sich verlaufen hatte. Elizabeth arbeitete schließlich bei den Seegers, einer sehr musikalischen Familie, wo sie sich um die Kinder Mike, Pete und Peggy kümmerte.
Durch Zufall wurde Elizabeths musikalisches Talent entdeckt. 1957 produzierte Mike Seeger ihr erstes Album, Negro Folk Songs and Tunes, das später als Freight Train and other North Carolina Folk Songs neu veröffentlicht wurde. Ab 1960 trat sie vor Publikum auf, meist mit Mike Seeger. Mittlerweile war sie 65 bis 68 Jahre alt, je nach Geburtsjahr.
Elizabeth Cotten profitierte vom Folk- und Blues-Revival der 1960er. 1963 spielte sie auf dem ersten Philadelphia Folk Festival, 1964 auf dem Newport Folk Festival. Sie trat mit Blues-Größen, wie Mississippi John Hurt, John Lee Hooker und Muddy Waters, auf, gab aber auch eigene Konzerte.
1967 erschien ihr zweites Album, Shake Sugaree.
Später lebte Elizabeth Cotten in Syracuse im Bundesstaat New York, wo sie 1987 verstarb, vermutlich 92 Jahre alt. Sie war bis zuletzt aufgetreten.

## Auszeichnungen
- 1972: National Folk Burl Ives Award
- 1983: Ernennung zum First Living Treasure in Cottens Wohnort Syracuse.[5]
- 1984: National Heritage Fellow der National Endowment for the Arts (NEA).[6]
- 1985: Grammy Award in der Kategorie Best Traditional Folk Recording für das Album Elizabeth Cotten – Live![7]
- 1989: Aufnahme in die Fotodokumentation I Dream a World. Portraits of Black Women Who Changed America von Brian Lanker (1947–2011),[8] wodurch Cotten zu 75 einflussreichsten afroamerikanischen Frauen gezählt wurde und, wie es heißt, in eine Reihe mit Rosa Parks, Marian Anderson und Oprah Winfrey gestellt wurde.[9][10]
- 2013: Errichtung eines ihr gewidmeten Historical Marker durch das North Carolina Department of Archives and History an der East Main Street in Carrboro, unweit der Lloyd Street, wo Cotten geboren wurde und aufwuchs.[11]
- 2021: Uraufführung einer Cotten gewidmeten Oper mit dem Titel Libba Cotton: Here This Day in ihrem vormaligen Wohnort Syracuse.[5]
- 2022: Postume Aufnahme mit dem Early Influence Award in die Rock and Roll Hall of Fame.[12]

## Diskografie
- 1957: Freight Train and other North Carolina Folk Songs and Tunes. Smithsonian Folkways.
- 1967: Shake Sugaree. Smithsonian Folkways.
- 1979: When I'm Gone. Smithsonian Folkways.
- 1979: Richie Havens, Taj Mahal, Albert Collins, Queen Ida, Elizabeth Cotton: At The New Morning Blues Festival, Intercord Ton GmbH (Doppel-LP).
- 1983: Elizabeth Cotten – Live! Arhoolie Records 1089.

## Videos und DVDs
- Masters of the Country Blues: Elizabeth Cotten and Jesse Fuller. Yazoo Records, 1960.
- Elizabeth Cotten with Mike Seeger. Vestapool Productions, 1994.
- Legends of Traditional Fingerstyle Guitar. Cambridge, Mass.: Rounder Records, 1994.
- Mike Seeger and Elizabeth Cotten. Sparta, NJ: Stefan Grossman’s Guitar Workshop, 1991.
- Jesse Fuller and Elizabeth Cotten. Newton, NJ: Yazoo Video, 1992.
- Me and Stella: A Film about Elizabeth Cotten. New Brunswick, NJ: Phoenix Films and Video, 1976.
- John Fahey, Elizabeth Cotten: Rare Performances and Interviews. Vestapool Productions, 1969, 1994.
- Rainbow Quest with Pete Seeger, Judy Collins and Elizabeth Cotten. Shanachie Entertainment, 2005.
- Libba Cotten, an Interview and Presentation Ceremony. Schomburg Center for Research in Black Culture, 1985.
- Homemade American Music. Mendocino California: Lawren Productions, 1980.
- Elizabeth Cotten in Concert, 1969, 1978, and 1980. Vestapool Productions, 1969, 2003.
- The Guitar of Elizabeth Cotten. Sparta, NJ: Stefan Grossman’s Guitar Workshop, 2002.
- The Downhome Blues. Los Angeles, California: Distributed by Philips Interactive Media, 1994.
- Elizabeth Cotten Portrait Collection. Public Broadcasting System, United States, 1977–1985.